# كمال دينسر
كمال دينجر (من مواليد 2 سبتمبر 1963)، لاعب كرة سلة تركي محترف سابق. لعب مع منتخب تركيا لكرة السلة. كان أيضًا عضوًا في فريق فنربخشة الفائز بالمركز الأول في بطولة كرة السلة التركية. كان دينسر مدير فريق فنربخشة لكرة القدم في موسم 2002-03.